# Ковалевский, Станислав Антонович
Станисла́в Анто́нович Ковале́вский (бел. Станіслаў Антонавіч Кавалеўскі, укр. Ковалевський Станіслав Антонович, род. 9 декабря 1950 года, Брест) — украинский оперный певец (лирический баритон), солист Одесского академического театра музыкальной комедии, актёр театра и кино, профессор ОНМА им. А. В. Неждановой. Заслуженный артист Украины (1993).

## Биография
Родился 9 декабря 1950 года в Бресте. После службы в армии поступил в Одесскую государственную консерваторию на вокальный факультет, где обучался у Ольги Благовидовой и Галины Поливановой. В 1979 году, сразу же после окончания консерватории, поступил на службу в Одесский театр музыкальной комедии, где был занят в главных ролях практически всех классических оперетт и мюзиклов, которые входили в репертуар театра. Был приглашённым солистом Одесского оперного театра. За всё время работы исполнил более 70 ролей первого плана. В последнее время перешёл на исполнение «характерных» ролей.
В 1993 году получил звание «Заслуженный артист Украины».
В качестве актёра сыграл второстепенные роли в таких телесериалах и фильмах как «Ликвидация», «Личная жизнь следователя Савельева», «Пётр Лещенко. Всё, что было...» и др.
В настоящее время работает педагогом вокала в Одесской консерватории.

## Роли в театре
- «Принцесса цирка» — Мистер Икс
- «Баядера» — Раджами
- «Белая акация» — Константин Алексеевич Куприятнов, капитан-гарпункер китобойца
- «Цыганский барон» — Граф Омонай, губернатор
- «Цыган-премьер» — Лачи Рач
- «Летучая мышь» — Генрих Айзенштейн
- «Свадьба в Малиновке» — Назар Дума
- «Скрипач на крыше» — Перчик, студент
- «Старые дома» — Андрей
- «Бал в Савойе» — Маркиз Аристид де Фоблаз, дипломат
- «Бременские музыканты» — Его Величество
- «Герцогиня из Чикаго» — Шандор Бароши
- «Граф Люксембург» — Рене, граф фон Люксембург
- «Роз-Мари» — Джим Кенион, золотоискатель, ковбой
- «Свадьба Кречинского» — Муромский, помещик
- «Ромео и Джульетта» — Лоренцо
- «Польская кровь» — Пан Ян Заремба, помещик
- «Королева чардаша» — Эдвин, сын князя
- «Целуй меня, Кэт!» — Хоуэлл Харрисон, сенатор
- «Марица» — Тассило
- «Женихи» — Дьякон
- «Чиполлино» — Синьор Помидор
- «Фиалка Монмартра» — Париджи
- «По Дерибасовской...» — Отец Грэга

## Оперные партии
- Евгений Онегин, «Евгений Онегин» П. Чайковского
- Жермон, «Травиата» Дж. Верди
- Роберт, «Иоланта» П. Чайковского
- Алеко, «Алеко» С. Рахманинов
- Белькоре, «Любовный напиток» Г. Доницетти
- Григорий Грязной, Царская невеста" Н. Римского-Корсакова
- Сват, «Русалка» А. Даргомыжского

## Фильмография
- 2007 — «Ликвидация» — капитан
- 2010 — «Если бы я тебя любил...» — пассажир такси
- 2011 — «Провокатор» — кучер
- 2011 — «Охотники за бриллиантами» — Ларчик
- 2012 — «Личная жизнь следователя Савельева» — отец курьера
- 2013 — «Я — Ангина!» — Иван Казаринов, отец Степана
- 2013 — «Пётр Лещенко. Всё, что было...» — Бенцион Моисеевич
- 2014 — «Курортная полиция» — Фёдор Семёнович Караваев («Боцман»)
- 2014 — «До свидания, мальчики» — попутчик